# Satz von Paley
Der Satz von Paley, benannt nach dem englischen Mathematiker Raymond Paley, ist ein mathematischer Lehrsatz über die Konstruktion von Hadamard-Blockplänen mit Hilfe der Methoden der Gruppentheorie. Er liegt als solcher im Übergangsfeld von Kombinatorik, Geometrie und Algebra.
Blockpläne, welche nach dem Satz von Paley konstruierbar sind, werden manchmal auch als Paley-Blockpläne (engl. Paley designs) bzw. Paley-Hadamard-2-Blockpläne (engl. Paley-Hadamard 2-designs) bezeichnet.

## Formulierung des Satzes
Für eine Primzahlpotenz {\displaystyle q} der Gestalt {\displaystyle q=4n-1} zu einer natürlichen Zahl {\displaystyle n\geq 2} gilt stets:
(I) Es existiert ein {\displaystyle 2{\text{-}}(4n-1,2n-1,n-1)}-Blockplan, also ein symmetrischer Blockplan mit den Parametern {\displaystyle t=2}, {\displaystyle v=b=q}, {\displaystyle k=2n-1={\tfrac {q-1}{2}}}, {\displaystyle \lambda =n-1={\tfrac {q-3}{4}}}.
(II) Die zugehörige Inzidenzstruktur {\displaystyle {\mathcal {I}}=({\mathfrak {p}},{\mathfrak {B}},I)} lässt sich dabei in folgender Weise konstruieren:
1. Den zu {\displaystyle q} gehörenden Galois-Körper {\displaystyle K=\operatorname {GF} (q)} wählt man als Punktmenge von {\displaystyle {\mathcal {I}}}; das heißt man wählt {\displaystyle {\mathfrak {p}}=K}, also die Körperelemente als die Punkte der Inzidenzstruktur.
2. Für die Konstruktion des Blocksystems {\displaystyle {\mathfrak {B}}} geht man aus von der multiplikativen Gruppe {\displaystyle K^{\times }} des Galoiskörpers und betrachtet hier die Untergruppe {\displaystyle U\leq K^{\times }} der Quadrate {\displaystyle \neq 0}, also {\displaystyle U=\{u\in K^{\times }\mid \exists x\in K^{\times }:x^{2}=u\}}. Dann setzt man {\displaystyle {\mathfrak {B}}=\{U+a\mid a\in K\}}.
3. Die Inzidenzrelation {\displaystyle I} ist die Elementrelation, also {\displaystyle I=\in }.

## Beispiele von Paley-Blockplänen
Die beiden kleinsten Beispiele von Paley-Blockplänen sind diejenigen für die beiden Primzahlen {\displaystyle q=7} und {\displaystyle q=11}.
So ergibt für {\displaystyle q=7} auf {\displaystyle K=\operatorname {GF} (7)} der {\displaystyle 2{\text{-}}(7,3,1)}-Blockplan, dessen geometrische Struktur der der Fano-Ebene entspricht. Die oben beschriebene Untergruppe der Quadrate von {\displaystyle \operatorname {GF} (7)} ist {\displaystyle U=\{1,2,4\}}.
Für {\displaystyle q=11} ergibt sich auf {\displaystyle K=\operatorname {GF} (11)}  der {\displaystyle 2{\text{-}}(11,5,2)}-Blockplan. Die Untergruppe der Quadrate von {\displaystyle \operatorname {GF} (11)} ist hier {\displaystyle U=\{1,3,4,5,9\}}.
Weitere Beispiele ergeben sich aus anderen Artikeln der Kategorie:Blockplan: